# Hiromitsu Isogai
Pour les articles homonymes, voir Isogai.
Hiromitsu Isogai (礒貝 洋光, Isogai Hiromitsu, né le 19 avril 1969 dans la préfecture de Kumamoto) est un footballeur japonais des années 1990, évoluant au milieu de terrain. 
Il fut international japonais à deux reprises en 1995 pour aucun but inscrit, les deux dans le cadre de la Coupe des confédérations 1995 où il joua les deux matchs (le premier contre le Nigeria en tant que remplaçant et le second en tant que titulaire contre l'Argentine). Le Japon fut éliminé au premier tour. Il joua sa carrière dans deux clubs : Gamba Osaka et Urawa Red Diamonds.